# Leptothorax purpuratus
Leptothorax purpuratus är en myrart som först beskrevs av Julius Roger 1863.  Leptothorax purpuratus ingår i släktet smalmyror, och familjen myror. Inga underarter finns listade i Catalogue of Life.